# Amable Aristy
Amable Aristy Castro (10 de maio de 1949 - 4 de dezembro de 2022) foi um político e empresário da República Dominicana. Ele foi um líder sênior do Partido Social Cristão Reformista (PRSC) e foi senador pela província de La Altagracia. Aristy foi o candidato presidencial de seu partido na eleição presidencial de 2008. Devido ao notável poder e influência que exerceu em sua província natal, ele era conhecido como o "Chefe de Higüey" ("Espanhol: El Cacique de Higüey").
Aristy foi eleito senador por La Altagracia 7 vezes consecutivas: em 1990, 1994, 1998, 2002, 2006, 2010 e 2016. No entanto, ele não foi senador por todos esses anos, pois renunciou no período de 1998-2002 e não prestou juramento em 2002 e 2006, deixando seu senado para amigos próximos; enquanto era presidente da Liga dos Municípios Dominicanos (de 1999 a 2010). Em 2010, ele foi ameaçado de impeachment e desqualificação política se deixasse seu senado para um amigo novamente; ele deixou seu cargo na Liga para um primo e decidiu ser empossado em 10 de novembro de 2010, quase três meses após 16 de agosto, a data marcada pela constituição para fazê-lo.
Aristy foi descrito como um dos senadores que menos trabalhou.
O líder político Amable Aristy Castro morreu em 4 de dezembro em Higüey, província de La Altagracia, de uma parada cardíaca aos 73 anos.